# Pesosenjärvi
Pesosenjärvi är en sjö i kommunen Kuhmo i landskapet Kajanaland i Finland. Den är 5,5 meter djup. Arean är 35 hektar och strandlinjen är 3,11 kilometer lång. Sjön  ingår i Uleälvens huvudavrinningsområde.   Den ligger omkring 120 kilometer öster om Kajana och omkring 510 kilometer nordöst om Helsingfors. 